# 天野美沙
天野 美沙（あまの みさ、1986年10月15日 - ）は、神奈川県出身の元競泳選手。桐蔭学園横浜大学卒。

## 人物
桐蔭学園高等学校在学中の2004年に第80回日本選手権水泳競技大会の2004年アテネオリンピック代表選考会で女子400m個人メドレーで1位となり五輪標準記録を突破し日本代表となった。オリンピックでは400m個人メドレーで予選4組の5位、続く200m個人メドレーにも出場し予選2組で5位となり本選へは進めなかった。
2008年の大分国体（第63回国民体育大会）を最後に現役を引退、その後桐蔭横浜大学水泳部の女子監督を務めていたが2015年5月に監督を離れ、2015年6月に結婚した。